# Hugo Javier González
Hugo Javier González Alegre (Fernando de la Mora, Paraguay, 1 de abril de 1967) fue un político y exconductor de televisión paraguayo. Fue gobernador del Departamento Central desde 2018 hasta su destitución en mayo de 2022 tras ser imputado por casos de corrupción. Anterior a su carrera política, fue conductor de televisión, siendo conocido como Hugo Javier.

## Biografía
Estudió Periodismo en la Universidad Nacional de Asunción. Por más de treinta años incursionó en los medios de comunicación (radio y televisión), por lo que fue ganando popularidad. En 2018, asumió como gobernador del departamento más poblado del país, convirtiéndose en el primer gobernador colorado del departamento en la era democrática (desde 1989).